# Incitation au génocide
L'incitation au génocide est un crime, selon les lois internationales qui interdisent d'encourager l'exécution d'un génocide. « L'incitation directe et publique à commettre le génocide » est interdite par la Convention pour la prévention et la répression du crime de génocide de 1948. L'encouragement à perpétrer un génocide est une variante extrême de discours de haine.
L'incitation au génocide procède souvent par allusions voilées, métaphores et euphémismes ; au lieu de s'exprimer par des appels aux actes, l'incitation recourt à des procédés rhétoriques de déshumanisation et d'« accusation en miroir ». Historiquement, l'incitation a joué un rôle clé dans plusieurs génocides, comme celui des Arméniens, celui des Juifs et celui des Tutsi.
Bien que l'incitation seule soit passible de poursuites judiciaires, les juridictions pénales internationales (tribunaux pénaux pour le Rwanda et l'ex-Yougoslavie, Cour pénale internationale) n'ont pas encore jugé ce crime indépendamment de la mise en pratique de massacres de masse.

## Définition
« L'incitation directe et publique à commettre le génocide » est interdite par la Convention pour la prévention et la répression du crime de génocide, article 3(c). Si le génocide est perpétré, l'incitation peut faire l'objet de poursuites en tant que complicité de génocide (en), prévue à l'article 3(e) - et ce, même si l'incitation n'est pas directe ou publique.

### Devant les tribunaux pénaux internationaux

#### Incitation
L'incitation signifie encourager un tiers à commettre un crime, en l'espèce le génocide. En général, les interprétations de la Convention de 1948 veulent que les poursuites pour incitation au génocide n'aient lieu que si l'intention de provoquer un génocide est établie.

#### «Directe»
Le terme « directe » signifie que le discours doit être voulu et compris comme un appel à agir contre le groupe désigné, ce qui soulève des difficultés pour les juristes en raison des différences culturelles et individuelles. Pour Richard Ashby Wilson (en), le terme « directe » n'exclut pas d'emblée le recours aux euphémismes « si l'accusation peut démontrer que l'écrasante majorité des auditeurs a compris un propos euphémisant comme un appel direct (par opposition à détourné, indirect, voilé) à commettre un génocide ». D'après l'Américain Gregory Gordon (en), spécialiste du génocide, la majorité des incitations ne contient pas un ordre impératif de tuer le groupe désigné ; par conséquent, il recommande que les décisions judiciaires établissent un « dictionnaire » des procédés rhétoriques qui président aux incitations.
Le tribunal pénal international pour le Rwanda (TPIR) et le tribunal pénal international pour l'ex-Yougoslavie (TPIY) sont parvenus à des conclusions différentes sur les accusations d'incitation. Le TPIR considère que l'incitation ne se caractérise pas uniquement par des appels explicites à la violence contre le groupe désigné et qu'il n'est pas nécessaire que le discours provoque des violences. Le TPIY, au contraire, indique dans son jugement « Le procureur contre Dario Kordić (en) et Mario Čerkez (bs) » que « l’incitation à la haine qui n'appelle pas directement à la violence… n’atteint pas le même degré de gravité que les autres actes » constitutifs de crime contre l'humanité.

#### «Publique»
L'incitation est considérée comme « publique » « si elle est diffusée à de nombreuses personnes dans un lieu public ou à une population, au sens large, par des moyens de communication comme les médias de masse ». Néanmoins, la Convention de 1948 ne précise jamais ce que recouvre le terme « publique » et les critères d'application sont flous quant aux nouvelles technologies, comme les médias sociaux sur Internet. Le tribunal pénal international pour le Rwanda a condamné Jean Bosco Barayagwiza en raison des propos tenus sur un barrage routier, mais le jugement en appel indique que ses paroles ne sont pas considérées comme publiques.

#### Lien de causalité
L'incitation au génocide est techniquement passible de poursuites même si le génocide n'a jamais lieu,,. Néanmoins, selon Gordon, « aucun tribunal international n'a jamais tranché un cas d'incitation au génocide indépendamment d'un génocide commis ou d'autres atrocités à grande échelle liées à un génocide ». Wilson observe que le jugement contre Jean-Paul Akayesu « rend apparemment nécessaire un lien de cause à effet pour démontrer l'incitation » car la décision énonce qu'« il faut établir la preuve d'un éventuel lien de causalité » entre cette incitation et les meurtres qu'elle aurait provoqués. Les tribunaux déclarent que l'incitation a mené à des violences, même si l'accusation n'a pu démontrer avec certitude un lien de causalité,.

### Devant la Cour pénale internationale
Davies critique le choix opéré dans le Statut de Rome en ce que l'incitation à commettre le génocide constitue, dans cet instrument, un mode de participation à l'infraction (article 25-3-e) au contraire des Statuts des TPI et de la Convention de 1948 qui en font un crime autonome. Selon lui, il existe pourtant quatre avantages à ériger l'incitation en tant qu'infraction à part entière :
- l'Accusation n'a pas besoin de démontrer le lien de causalité entre l'incitation et un acte ultérieur de génocide, tâche parfois difficile ;
- des individus peuvent être inculpés pour avoir aidé et encouragé (en) à l'incitation ;
- l'incitation à commettre le génocide peut être poursuivie quand bien même il est impossible d'établir que les exactions commises par la suite constituaient un génocide plutôt que d'autres types de crimes internationaux (crimes contre l'humanité, crimes de guerre) ;
- la possibilité de poursuivre avant que l'incitation n'engendre des actes concrets favorise la dimension préventive[17].

### Mise en perspective avec la liberté d'expression
L'incitation au génocide a besoin d'être définie avec soin car la Convention de 1948 peut se trouver en porte-à-faux avec les réglementations qui protègent la liberté d'expression. Dans le cas de Léon Mugesera, une cour d'appel fédérale conclut que les propos qu'il a tenus en 1992 et selon lesquels les Hutu étaient sur le point d'être « exterminés par les inyenzi (cafards) » relevaient de la liberté d'expression et que ce discours avait pour thèmes « les élections, le courage et l'amour ». Par la suite, la Cour suprême du Canada conclut qu'il « existe des motifs raisonnables de penser que M. Mugesera a commis un crime contre l’humanité »,. Certains dictateurs et dirigeants autoritaires recourent à une interprétation exagérément large des notions d'incitation ou de propos séditieux pour emprisonner des journalistes ainsi que des opposants politiques,.
Pour Gordon, les droits inhérents à la liberté d'expression ne s'appliquent pas lorsque des violences de masse sont en cours car dans ce cas, « il est probable que le "marché des idées" soit en panne ou en dérangement ». Par conséquent, un tel contexte justifie de condamner des propos qui, dans des temps plus calmes, ne seraient pas poursuivis. Susan Benesch (en), militante pour la liberté d'expression, pense que les mesures protectrices de cette liberté s'appliquent aux communications privées ; or, la majorité ou la totalité des génocides implique la complicité d'un État. C'est pourquoi elle estime que les poursuites pour incitation au génocide doivent s'apprécier au regard d'une éventuelle position d'autorité de l'émetteur et de son pouvoir de persuasion,. Richard Ashby Wilson remarque qu'en pratique, les personnes poursuivies pour incitation et pour les crimes internationaux relatifs au génocide « ont tenu des propos plus graves que des insultes, des diffamations ou des calomnies par leurs encouragements à commettre des atrocités collectives. En outre, les déclarations incitant au génocide se produisent en général dans le contexte d'un conflit armé, d'un génocide en cours et d'attaque généralisée ou systématique lancée contre une population civile ».

## Variantes du discours d'incitation
Susan Benesch remarque que « en amont d'un génocide, les procédés rhétoriques des auteurs d'incitations présentent des similarités frappantes malgré les différences de contexte, par exemple entre l'Allemagne nazie des années 1930 et le Rwanda des années 1990 ». Les procédés rhétoriques ci-dessous sont recensés par Gordon.

### Appel direct au génocide
Gordon observe qu'« il est assez rare de croiser des appels directs à la destruction ». En mai 1939, le propagandiste nazi Julius Streicher écrit : « Il faut mener une expédition punitive contre les Juifs de Russie, une expédition qui leur réservera le sort qui attend tout assassin et tout criminel. Condamnation à mort et exécution. Il faut tuer les Juifs de Russie et les exterminer jusqu'au dernier ». Le 4 juin 1994, sur la Radio des Mille Collines (RTLM), Kantano Habimana diffuse le message suivant : « nous tuerons les Inkotanyi et nous les exterminerons » assorti des caractéristiques ethniques supposées : « regardez leurs petits nez et cassez-les »,. Pour Gordon, lorsque le président iranien Mahmoud Ahmadinejad déclare en 2005 qu'Israël « doit être rayée de la carte », il s'agit d'un appel direct au génocide.

### Prédictions

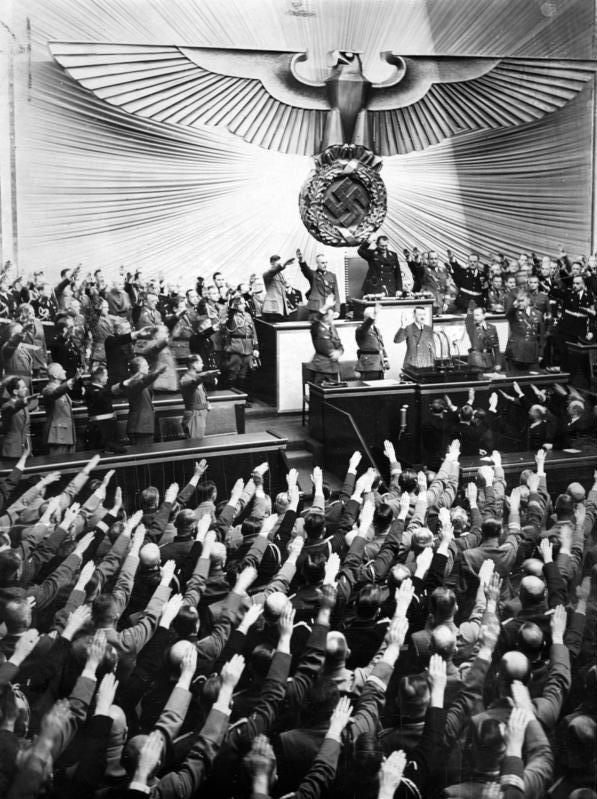
Les auditeurs font le salut nazi pendant le au cours duquel il a menacé d'annihiler la race juive en Europe.

Dans le jugement des médias de la haine au Rwanda, certaines émissions sur la RTLM qui consistaient à « prédire l'élimination des inyenzi (cafards) », sont qualifiées d'incitation au génocide. Par exemple, le 5 juin 1994, Ananie Nkurunziza (en) annonce : « je crois que nous approchons de plus en plus [de] ce que j’appellerais l’aurore… l’aurore, pour les jeunes enfants qui ne le sauraient pas, il s’agit du petit matin. Donc au petit matin … à la naissance du jour … nous sommes en train de nous acheminer vers des lendemains meilleurs, où nous dirons : « il n’y a plus un seul inyenzi dans le pays ». Le nom inyenzi sera oublié, pour s’éteindre à jamais ».

### Déshumanisation

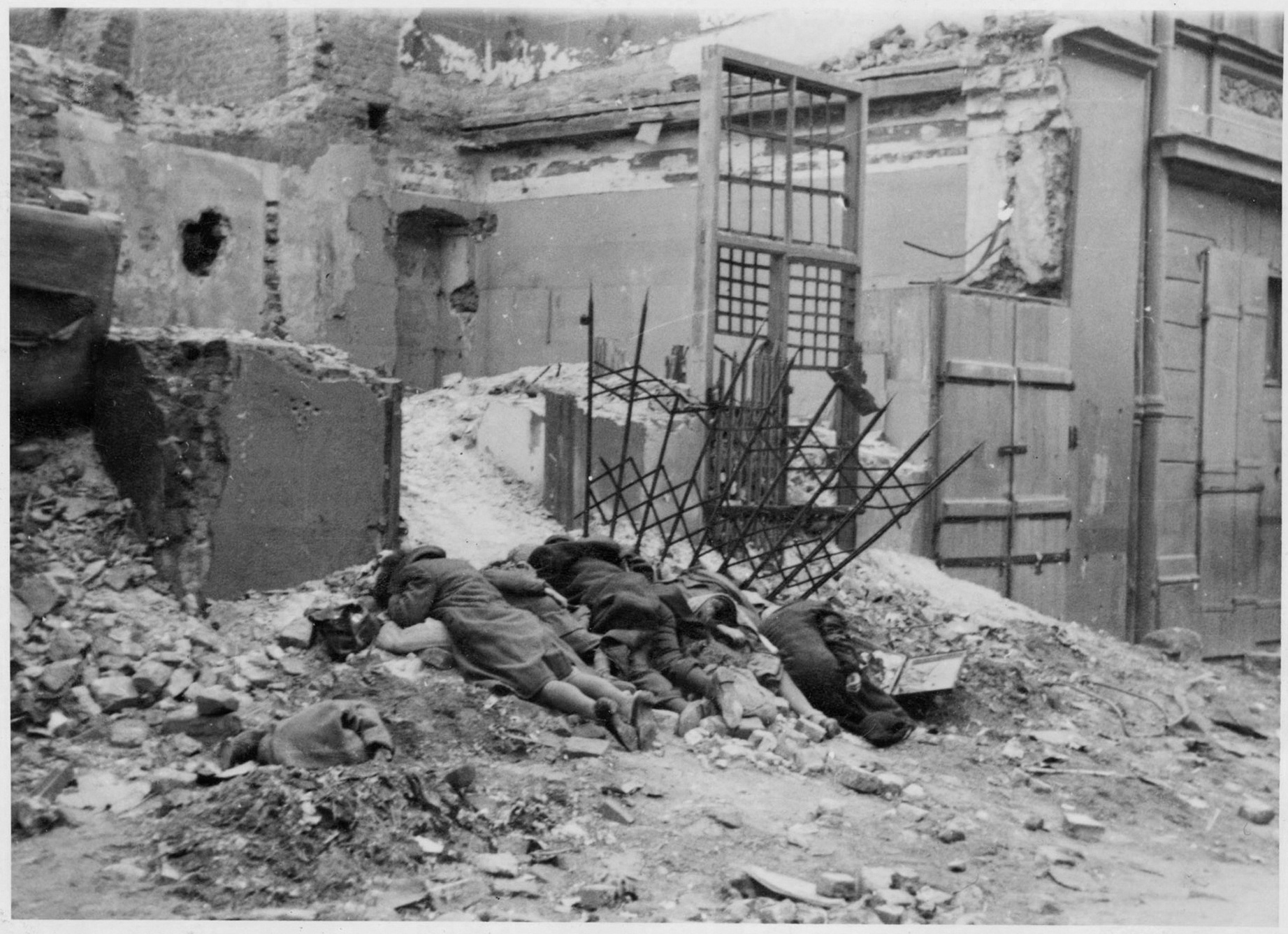
Lors du soulèvement du ghetto de Varsovie, le rapport Stroop décrit en ces termes les Juifs tués : des bandits détruits en cours de combat.

Gordon déclare que les procédés rhétoriques qui font appel aux champs lexicaux de « la vermine, la pathologisation, la diabolisation et d'autres formes de déshumanisation » peuvent correspondre à une incitation au génocide. La comparaison avec la vermine fait de la cible une chose « dont l'élimination est normale et souhaitable », ce qui apparaît dans le discours des chefs Hutu qui décrivaient les Tutsi comme des inyenzi, c'est-à-dire des cafards. Georges Ruggiu, propagandiste à la Radio des Mille Collines, a plaidé coupable d'incitation au génocide : il a reconnu que qualifier les Tutsi d'inyenzi revenait à les désigner comme « des personnes à tuer ». Selon Gordon, à l'instar de la déshumanisation, la diabolisation constitue « une rhétorique sinistre mais elle est, par nature, plus fantasmagorique et/ou anthropocentrique… [elle puise dans la thématique] des démons, des scélérats et d'autres symboles malfaisants ». La pathologisation consiste à comparer les personnes à une maladie. D'après Gregory Stanton, spécialiste du génocide, cette rhétorique « emprunte un vocabulaire pseudo-médical pour justifier le massacre [et elle] déshumanise les victimes en les désignant comme des sources d'infection et de maladie, ce qui inverse le sens de l'éthique sociale chez les coupables »,. Stanton considère que, dans les dix phases d'un génocide, la déshumanisation correspond à la troisième : « la déshumanisation permet de surmonter la répugnance humaine habituelle envers le meurtre ». Si Stanton et d'autres établissent que la déshumanisation est une condition nécessaire en amont d'un génocide, Johannes Lang soutient que la portée de ce procédé rhétorique est surestimée : les actes d'humiliation et de torture qui se produisent lors d'un génocide prouvent que les criminels reconnaissent l'humanité des victimes.

### Accusations en miroir
L'accusation en miroir est un discours fallacieux dans lequel la victime est accusée d'un acte commis ou prévu par le génocidaire,. Le terme vient d'un propagandiste rwandais anonyme dans sa Note Relative à la Propagande d’Expansion et de Recrutement. Se fondant sur les idées de Joseph Goebbels et Vladimir Lénine, il conseille à ses collègues « d'imputer aux ennemis ce que eux-mêmes et leur parti se préparent précisément à faire »,,. En empruntant une logique de prétendue légitime défense à l'échelle collective, la propagande justifie le génocide, selon le même raisonnement qui autorise l'autodéfense en cas d'homicide individuel. Susan Benesch constate que si la déshumanisation « crée l'illusion que le génocide serait acceptable », avec l'accusation en miroir, le génocide prend l'apparence d'une nécessité.
D'après Kenneth L. Marcus (en), cette rhétorique est « semblable à un tu quoque fallacieux par anticipation » - un argument fallacieux qui impute une attitude hypocrite à l'ennemi désigné. Ce stratagème ne repose pas sur des méfaits plausibles qu'on pourrait imputer à l'adversaire, comme une culpabilité établie, ni sur des stéréotypes, et il ne recourt pas non plus à l'exagération de faits. Au contraire, l'accusation en miroir reflète avec précision les intentions du génocidaire. Cette rhétorique, néanmoins, présente l'inconvénient de dévoiler les intentions du criminel, avant même qu'il ne soit en mesure de passer aux actes. Par conséquent, si le stratagème est détecté, il risque soit de déclencher une intervention pour prévenir le génocide, soit de « constituer un moyen sûr d'identifier et de poursuivre en justice l'incitation au génocide ». Marcus note que, malgré ses points faibles, cette rhétorique est largement utilisée par les génocidaires (y compris les nazis, les Serbes et les Hutu) en raison de son efficacité. Il conseille aux tribunaux de voir une incitation directe au génocide dans les accusations fallacieuses de génocide par le groupe adverse, car ce discours « est presque toujours le signe annonciateur d'un génocide ».

### Euphémismes et métaphores
Il est courant que les génocidaires recourent à des euphémismes et des métaphores pour dissimuler leurs crimes. Au cours du génocide au Rwanda, les appels à « aller travailler » renvoyaient au meurtre des Tutsi,. Dans l'affaire « Le procureur contre Nyiramasuhuko et al. (Butare) », deux accusés ont demandé à autrui de « balayer la saleté ». Le Tribunal pénal international pour le Rwanda voit dans cette expression une incitation au génocide, car les interlocuteurs « ont compris qu’ils devaient aller tuer les Tutsis ». De même, pour parler d'assassinats en masse, les nazis recouraient à des euphémismes comme « Solution finale », « traitement spécial », ou « réinstallation à l'Est ». Pour William Schabas, « l'histoire des génocides montre que ceux qui incitent à le commettre s'expriment par euphémismes ».

### Justification
Justifier des atrocités en cours peut constituer une incitation au génocide. Par exemple, les propagandistes nazis ne cessaient de souligner auprès des génocidaires potentiels que les massacres, tortures, marches de la mort, réductions en esclavage et autres atrocités se déroulaient de façon « humaine ». William Michael Reisman estime que « pour nombre des plus horribles crimes internationaux, maints individus ayant une responsabilité directe dans les opérations baignent dans un univers culturel qui inverse les valeurs morales et où leurs actes deviennent la plus valeureuse défense du groupe, de la tribu ou de la nation », .

### Apologie de violences antérieures
L'apologie des génocidaires ayant commis des atrocités peut constituer une manœuvre d'incitation. Georges Ruggiu, de La Radio des Mille Collines, a remercié les « vaillants combattants » qui étaient prétendument en pleine « bataille » contre les civils Tutsi. Le ministre de l'information, Eliézer Niyitegeka, a remercié les milices de leur « bon travail ».

### Questions tendancieuses
Au cours du génocide au Rwanda, Simon Bikindi a diffusé un message par haut-parleur aux milices en leur demandant « avez-vous tué tous les Tutsi ici ? » ; ce message est interprété comme une incitation.

### Apologie conditionnelle
En juin 1994, Hassan Ngeze écrit un article où il déclare que si les groupes paramilitaires Tutsi attaquaient, il ne « resterait aucun d'eux au Rwanda, pas un seul complice. Les Hutu sont tous unis ». Le TPIR estime que, même avec le recours au conditionnel, il s'agit d'une incitation au génocide.

### Assimilation avec le groupe cible pour ceux qui fraternisent
Au cours d'un génocide, si des membres du groupe majoritaire secourent les victimes ou fraternisent avec elles, ils sont persécutés à leur tour. Par exemple, pendant la Shoah, les non-Juifs qui cachaient des juifs ou s'opposaient au génocide étaient tués. Au Rwanda, les Hutu qui dénonçaient le génocide étaient appelés des « traîtres » et assassinés,. Mahmoud Ahmadinejad a lui aussi menacé ceux qui fraternisent avec Israël, en déclarant que « quiconque reconnaît Israël sera brûlé par la fureur de la nation islamique ».

## Lien de causalité entre le génocide et l'incitation
Pour Gregory Stanton, « l'un des signes précurseurs fiables d'un génocide, c'est l'incitation au génocide ». Pour Susan Benesch, la meilleure preuve d'un lien de cause à effet se manifeste dans les situations où la population civile participe largement aux tueries (comme au Rwanda ou la Shoah) et où la minorité persécutée vit aux côtés du groupe majoritaire, ce qui suppose que ce dernier consent à l'opération de génocide. Frank Chalk et Kurt Jonassohn pensent que « pour perpétrer un génocide, le génocidaire a toujours dû orchestrer, en amont, une campagne pour redéfinir le groupe visé et le décrire comme inutile, le disqualifier du champ de la solidarité, le dépeindre comme une menace envers autrui, des pécheurs immoraux ou des sous-hommes ».
Larry May (en) soutient que l'incitation prouve l'intention génocidaire ; ceux qui incitent au génocide (ainsi que ceux qui le préparent) portent une responsabilité plus grave que les simples participants aux massacres. Il estime que, pour cette raison, l'incitation devrait être réprimée plus durement que la participation de citoyens ordinaires ; en outre, « l'incitation ne consiste pas seulement à commettre un acte individuel pour tuer ou persécuter : elle est un crime de masse commis dans l'intention de détruire l'un des groupes protégés ».

## Histoire

### Origines
Selon Ben Kiernan, Caton l'Ancien a formulé la plus ancienne incitation connue au génocide lorsqu'il appelait régulièrement à détruire Carthage (Delenda Carthago). Le Protocole des Sages de Sion, un faux antisémite fabriqué en 1903, a été décrit comme un « mandat de génocide ». Ce document a joué un rôle clé chez les nazis et il circule aussi dans le monde islamique : il est cité dans la charte du Hamas et il apparaît régulièrement dans les médias contrôlés par l'État iranien et par le Hezbollah.

### Génocide arménien
Au cours du génocide des Arméniens, la propagande des Ottomans a décrit les cibles comme des « traîtres, saboteurs, espions, conspirateurs, racailles et infidèles ». En février 1915, lors d'une réunion du Comité union et progrès, l'un des orateurs déclare : « Il est absolument nécessaire d'éliminer l'intégralité du peuple arménien, afin qu'il ne reste plus aucun Arménien sur Terre et que l'idée même de l'Arménie tombe dans l'oubli ». Le parti « considérait les Arméniens comme une infection galopante dans la société turque musulmane » et le propagandiste du CUP, Ziya Gökalp, soutient l'idée que « le seul moyen de régénérer la Turquie est de la débarrasser de ses éléments non-musulmans ». Cette campagne de propagande est une cause directe du massacre de plus d'un million d'Arméniens.

### La Shoah

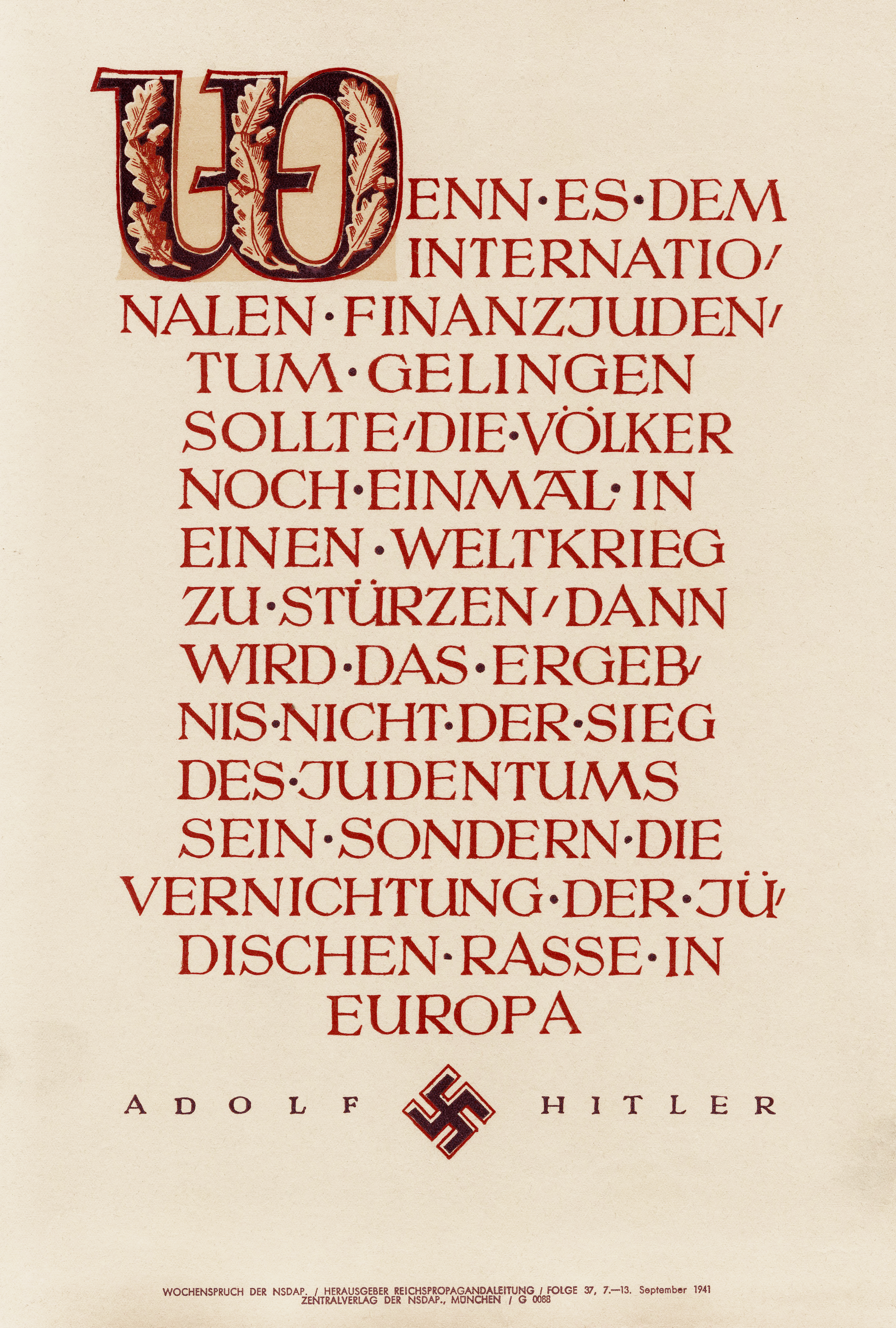
Le ', affiché du 7 au 13 septembre 1941, cite le discours de la « » prononcé le 30 janvier 1939 : si la juiverie de la finance internationale, en Europe et ailleurs, réussit à plonger encore une fois les nations dans une guerre mondiale, alors le résultat ne sera pas la bolchévisation du monde et la victoire de la juiverie, mais au contraire l'extermination de la race juive en Europe.

Gordon relève que les dirigeants nazis ont employé trois stratégies pour diffuser une propagande de haine contre les Juifs : les déclarations par les chefs nazis, l'instauration du ministère de l'Éducation du peuple et de la Propagande du Reich et la destruction de la presse indépendante. L'historien américain Jeffrey Herf estime que le rôle des euphémismes dans la propagande nazie est surestimé puisqu'en réalité, les chefs nazis formulaient souvent des menaces explicites contre les Juifs. Le dictateur allemand Adolf Hitler était le principal propagandiste nazi,. Ses discours et ses déclarations contre les Juifs étaient diffusés à la radio et imprimés en première page de l'organe de presse du parti, le Völkischer Beobachter, ainsi que dans d'autres journaux à grand tirage,. Le ministère de la propagande de Joseph Goebbels parvient à s'assurer « la mainmise intégrale sur les médias de masse » et, à partir du 4 octobre 1933, tous les médias indépendants doivent rendre compte au syndicat du Reich pour la presse d'Otto Dietrich, qui censure les rédacteurs qui ne suivent pas l'idéologie nazie ou leur inflige des amendes.
La propagande nazie diffusait la théorie d'un complot juif international qui contrôlait les Alliés et avait enclenché la Seconde Guerre mondiale pour « bolchéviser » le monde ; l'Allemagne, elle, se défendait par une « guerre contre les Juifs ». Les propagandistes nazis accusaient régulièrement la « juiverie internationale » de conspirer pour l'extermination (Ausrottung) ou l'anéantissement (Vernichtung) des Allemands ; ils menaçaient d'agir de même envers les Juifs,. À titre de « preuve », la propagande ne cessait de mentionner un livre obscur et auto-publié aux États-Unis : L'Allemagne doit disparaître ! (Germany Must Perish!), qui plaidait pour la stérilisation obligatoire de tous les Allemands. La « prophétie de Hitler (en) », qui s'inscrivait dans un discours de 1939 où il imputait aux Juifs la responsabilité de la guerre et où il annonce leur destruction si elle éclatait, est citée maintes fois pendant les massacres de Juifs et elle fait partie des arguments à l'appui du génocide. Les Juifs d'Europe étaient présentés comme une « cinquième colonne » et comme des saboteurs qui menaçaient gravement les efforts de guerre allemands, ce alors même qu'avaient lieu des déportations en masse vers les camps d'extermination.
Une autre méthode d'incitation au génocide contre les Juifs consistait à les dépeindre comme des sous-hommes (Untermenschen). Selon la propagande nazie, les Juifs étaient assimilés à « des parasites, des épidémies, des cancers, des tumeurs, des bacilles, des sangsues, des empoisonneurs du sang, des poux, de la vermine, des punaises de lit, des puces et la tuberculose raciale » par rapport à la communauté nationale des Allemands, et représentaient la menace fictive du « mal juif ». Goebbels décrit les Juifs comme « la lie de l'humanité civilisée ». Walter Buch, juriste nazi, écrit dans le journal Deutsche Justiz : « le national-socialiste reconnaît… [que] le Juif n'est pas un être humain ». Par cette rhétorique qui exclut les Juifs de la communauté humaine, le nazisme justifiait leur assassinat.

### Génocide bosniaque

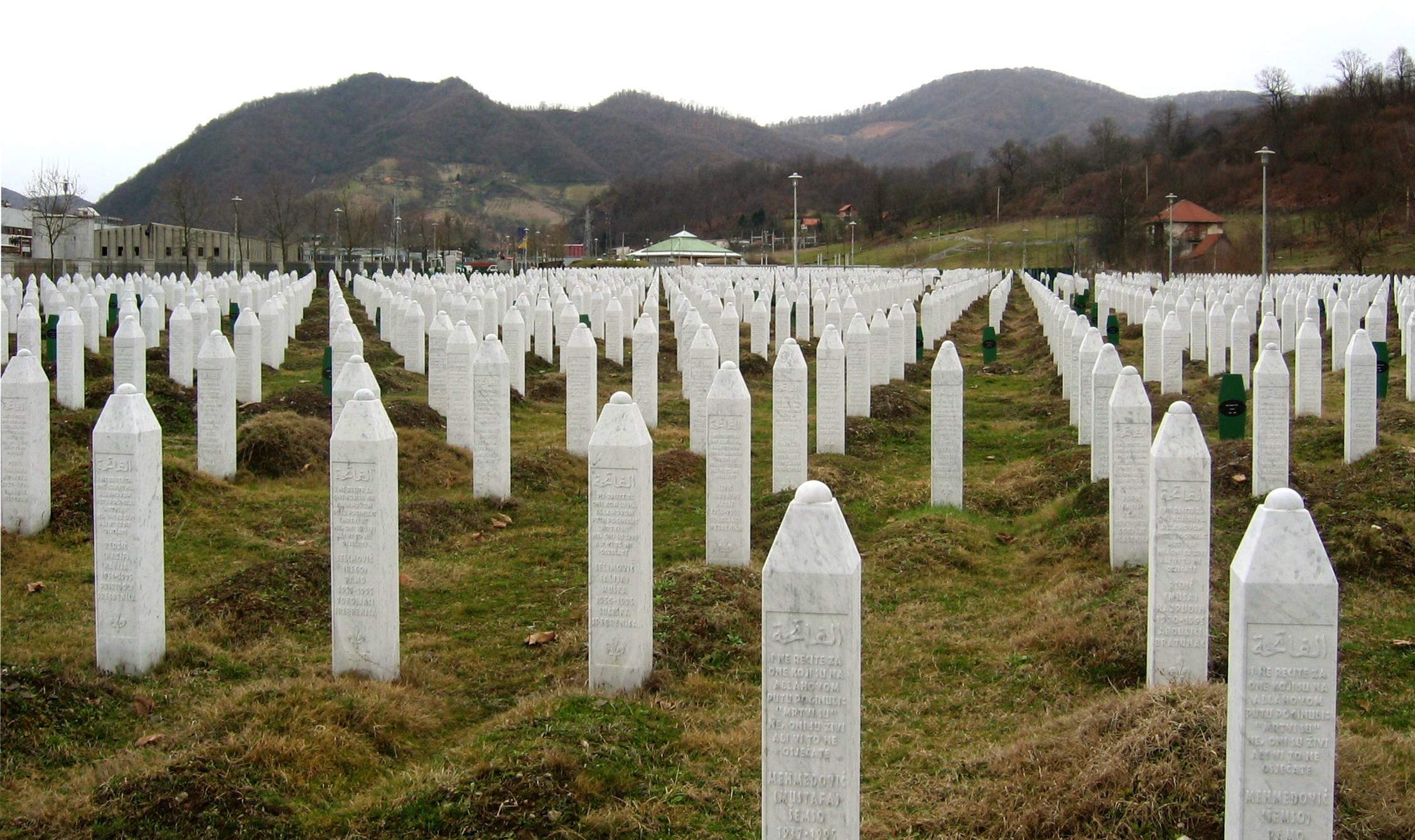
Cimetière du Mémorial du génocide de Srebrenica

En 1991, l'État yougoslave - où vivaient des Serbes, des Croates, des Bosniaques, des Slovènes, des Albanais, des Macédoniens slaves et des Monténégrins - éclate et plonge dans une phase de violence ethnique, qui s'ouvre par la sécession de la Croatie et de la Slovénie par rapport au gouvernement serbe de Belgrade. La région de Bosnie-Herzégovine, où vivent plusieurs ethnies dont des Bosniaques ainsi que d'importantes minorités serbes et croates, déclare son indépendance en mars 1992. Les Serbes de Bosnie sont représentés par le Parti démocratique serbe dont le dirigeant, Radovan Karadžić, avait émis des menaces de génocide envers les Bosniaques. Il estimait que soutenir l'indépendance bosniaque « risquerait de plonger la Bosnie dans les Enfers et [d'entraîner] la disparition d'un peuple ». Les Serbes ne reconnaissent pas l'indépendance de la Bosnie et ouvrent la guerre de Bosnie-Herzégovine. Les forces armées serbes ont commis de nombreux crimes internationaux au cours du conflit dont des crimes de guerre, un « nettoyage ethnique » des non-Serbes, des viols collectifs, l'emprisonnement dans des camps d'internement et le massacre de Srebrenica.
En parallèle aux opérations militaires serbes se développait une campagne de propagande pro-serbe qui visait à instiller « la peur et la haine de l’autre et incitait la population serbe de Bosnie, en particulier, à s’élever contre les autres communautés ethniques », d'après le jugement « Le Procureur contre Radoslav Brđanin (en) ». En raison de cette propagande, des personnes qui cohabitaient pacifiquement se sont retournées les unes contre les autres et ont commis des meurtres. En 1991, les Loups de Vučjak et d'autres groupes paramilitaires serbes ont aidé le SDS à s'emparer des stations de télévision, qui sont devenues des organes de diffusion de la propagande pro-serbe. D'après cette propagande, qui gagnait en virulence à mesure que la guerre se prolongeait, les Bosniaques et les Croates allaient commettre un génocide contre les Serbes, sauf s'ils étaient éliminés les premiers. D'après Brđanin, les émissions les plus violentes « incitaient ouvertement les gens à tuer les non-Serbes ».

### Génocide des Tutsi au Rwanda

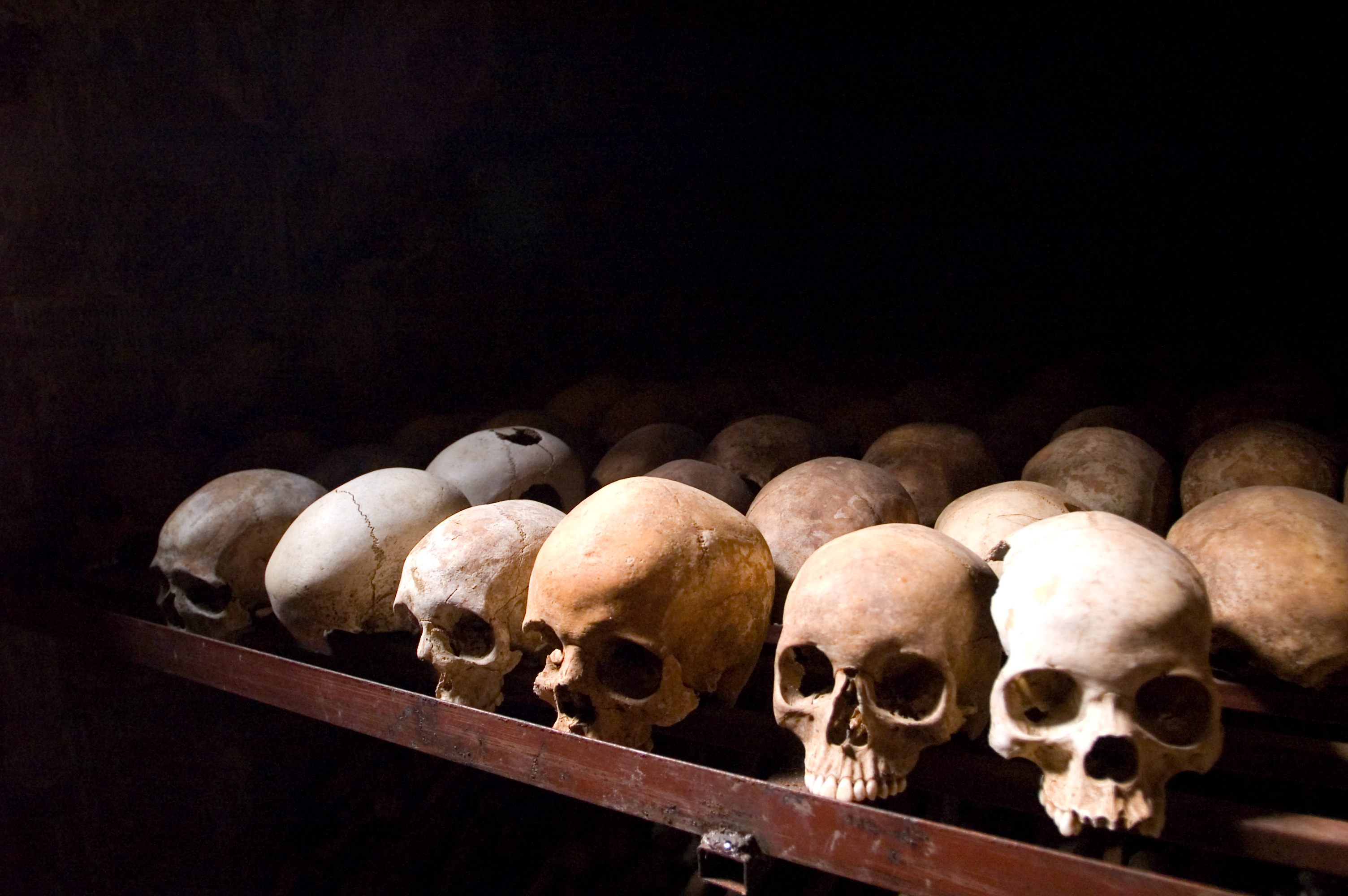
Crânes humains au Mémorial du génocide à Nyamata.

Les procédés d'incitation au génocide ont attiré l'attention internationale à cause des messages diffusés avant et pendant le génocide rwandais de 1994, qui a conduit à l'assassinat de plus d'un million de Tutsi,,. Les personnes qui ont analysé l'exécution du massacre reconnaissent le rôle tenu par les médias pro-génocide, notamment la Radio télévision libre des Mille Collines (RTLM), surnommée « radio génocide », « la voix de la mort » ou « la bande-son du génocide ». Le Rwanda est une ancienne colonie belge où vivaient des populations Hutu (84 %) et Tutsi (15 %). Sous le régime colonial, les Tutsi bénéficiaient d'avantages refusés aux Hutu, ce qui a nourri des rancœurs ethniques. En 1962, la majorité démographique parvient au pouvoir et les Hutu se déchaînent contre les Tutsi, ce qui amène de nombreux Tutsi à fuir vers des pays voisins. En 1987, ces exilés créent le Front patriotique rwandais, qui envahit le Rwanda en 1990. En 1993, sous la pression internationale, le gouvernement Hutu de Juvénal Habyarimana signe les accords d'Arusha avec le FPR, mais les partisans Hutu d'une ligne dure s'expriment dans les médias pour dénoncer l'accord, la Belgique et les Tutsi.
La station publique Radio Rwanda tombe aux mains d'extrémistes Hutu qui diffusent une propagande haineuse. Le journal Kangura, qui participe à l'incitation, publie la photo d'une machette accompagné de la légende « Que nous reste-il à faire pour achever la révolution sociale de 1959 ? ». En 1992, sur ordre de Ferdinand Nahimana, Radio Rwanda diffuse une fausse information : les Tutsi auraient prétendument établi une liste de personnes à abattre et, au même moment, les milices Hutu se dirigent vers le secteur du Bugesera. Les groupes paramilitaires tuent des centaines de civils Tutsi au cours des massacres du Bugesera, qui rétrospectivement sont considérés comme un prélude aux cent journées de meurtres qui ont commencé en avril 1994. Toujours en 1992, Léon Mugesera appelle à « renvoyer les Tutsi vers l'Éthiopie » par la rivière Nyabarongo, qui n'est pas navigable et qui avait auparavant été utilisée comme charnier pour les victimes Tutsi de violences ethniques. Le ministre rwandais de la justice ne tarde pas à porter plainte pour incitation au génocide contre Mugesera, qui s'enfuit au Canada. À cause de son rôle dans les massacres du Bugesera, Nahimana est congédié de Radio Rwanda. Il ouvre alors, avec des associés, une station de radio privée : la Radio télévision libre des Mille Collines (RTLM), qui a joué un rôle déterminant dans l'incitation au génocide. Gordon classe en quatre catégories les émissions de RTLM en amont du génocide. La première catégorie recense les critiques contre les Tutsi selon de prétendues caractéristiques (aisance matérielle ou traits physiques). Un autre type d'émission consiste à assimiler l'ensemble des Tutsi à des inyenzi (cafards) et des Inkotanyi, de dangereux guerriers féodaux. La RTLM doit aussi sa réputation à ses incitations à la haine raciale et elle a dénoncé nommément certaines personnalité Tutsi (le 3 avril, un médecin de Cyangugu est cité dans une émission ; le 6 avril, il est assassiné).
Le génocide commence le 6 avril 1994 avec l'assassinat du président Habyarimana, dont l'avion est abattu en vol au-dessus de Kigali. Les extrémistes Hutu organisent des escadrons de la mort pour assassiner les Tutsi ainsi que les personnalités politiques Hutu modérées. En outre, une unité belge de maintien de la paix est tuée pour inciter l'ONU à retirer les casques bleus.

### État islamique
L'État islamique a encouragé le génocide des populations yézidis en les déshumanisant, en les traitant de « satanistes » et d'« adorateurs du démon » et par la publication de fatwas qui recommandent de réduire en esclavage sexuel les femmes yézidis. D'après la propagande de l'EI, la persistance de populations yézidis « jusqu'à nos jours mérite que les musulmans y réfléchissent car ils en seront responsables au jour du Jugement ». Pour Mohamed Elewa Badar, l'EI a incité au génocide contre les Yézidis mais aussi contre tous ceux considérés comme kafir (infidèles) selon une interprétation extrémiste de l'islam. L'EI soutient « l'éradication partielle ou totale de groupes non musulmans » et a commis un génocide contre les Yézidis.

## Traités internationaux
En se fondant sur le précédent du propagandiste nazi Julius Streicher, condamné en 1946 pour crimes contre l'humanité par le tribunal militaire international de Nuremberg, la Convention pour la prévention et la répression du crime de génocide de 1948 punit, dans l'article 3.3, « l'incitation directe et publique à commettre le génocide ». Au cours des débats préliminaires sur la Convention, le délégué soviétique a déclaré qu'il « était impossible que des centaines et des centaines de gens aient commis tant de crimes, sans y avoir été incités » et que les gens incitant au génocide, « ceux qui sont réellement responsables des atrocités commises », devaient en répondre devant les tribunaux. Plusieurs délégués ont soutenu l'ajout d'une clause qui réprime la propagande de haine même si elle n'appelle pas directement à la violence. Les travaux préparatoires prévoyaient d'interdire « les propagandes publiques qui, par leur caractère systématique et haineux, sont de nature à conduire au génocide ou le faire regarder comme une action nécessaire, légitime ou excusable »,. Néanmoins, les États-Unis se sont montrés réticents envers cette clause en raison de leur réglementation sur la liberté de la presse et ils se sont opposés aux clauses qu'ils trouvaient trop larges ou susceptibles d'empiéter sur la liberté d'expression.
La Convention internationale sur l'élimination de toutes les formes de discrimination raciale de 1965 interdit « toute diffusion d'idées fondées sur la supériorité ou la haine raciale, toute incitation à la discrimination raciale, ainsi que tous actes de violence, ou provocation à de tels actes, dirigés contre toute race ou tout groupe de personnes d'une autre couleur ou d'une autre origine ethnique ». Le Pacte international relatif aux droits civils et politiques de 1966, ratifié par de nombreux pays, interdit « toute propagande en faveur de la guerre » et « tout appel à la haine nationale, raciale ou religieuse qui constitue une incitation à la discrimination, à l'hostilité ou à la violence » (ce qui, pour certains, entre en contradiction avec une autre clause appelant à la liberté d'expression). Néanmoins, selon Wilson, de nombreux pays n'ont ratifié ces traités que pour se donner l'apparence de respecter les droits humains, tout en enfreignant les clauses ; en outre, il existe peu de recours pour exiger l'application des droits humains, excepté la Cour européenne des droits de l'homme. Après la ratification de la convention de 1948, il n'y a eu aucun procès pour incitation au génocide pendant près de cinquante ans.

## Jurisprudence internationale

### Tribunal pénal international pour le Rwanda
Dans l'affaire dite des médias de la haine, Hassan Ngeze, Ferdinand Nahimana et Jean Bosco Barayagwiza sont tous trois condamnés en 2003. Selon les juges de première instance, « [l]e pouvoir des médias de créer et détruire des valeurs humaines fondamentales a pour contrepartie une lourde responsabilité. Ceux qui contrôlent ces médias doivent répondre des conséquences des actes de ces médias ». En d'autres termes, les rédacteurs en chef ou éditeurs peuvent voir leur responsabilité engagée quand bien même ils ne sont pas ceux qui prononcent directement le discours. Lors de l'audience, la présidente Navanethem Pillay ajoute : « sans arme à feu, machette ou autre arme physique, vous avez causé la mort de milliers de civils innocents ».
En 2007, lors de l'appel, le verdict de culpabilité incluant l'incitation directe et publique à commettre le génocide est confirmé en totalité pour Ngeze (publication d'articles dans la revue Kangura qu'il dirigeait) et Nahimana (émissions diffusées sur la RTLM incitant au génocide sans que celui-ci n'ait pris des mesures contre ses subordonnés pour faire cesser les discours). Barayagwiza est, quant à lui, acquitté de ce chef concernant ses activités au sein de la radio mais demeure condamné pour des incitations à l'adresse de militants de la CDR et de miliciens,,.

### Tribunal pénal international pour l'ex-Yougoslavie
Si les discours prononcés en ex-Yougoslavie relèvent bien d'une propagande haineuse, ils ne remplissent pas, en revanche, les stricts critères légaux de l'incitation directe et publique à commettre le génocide. C'est la raison pour laquelle le Procureur a orienté sa stratégie de poursuite vers d'autres types de crimes internationaux. Ainsi, Vojislav Šešelj, président du Parti radical serbe, est inculpé de crimes contre l'humanité consistant, pour certains, en une « propagande de guerre et incitation à la haine envers les non-Serbes ». Radovan Karadžić, président la République serbe de Bosnie, est de son côté condamné, notamment sur la base de discours publics et émissions, pour sa participation à une entreprise criminelle commune (en) dont l'objectif était de commettre des crimes contre l'humanité.